# Psolidocnus
Genre
Psolidocnus est un genre d'holothuries (concombres de mer) de la famille des Cucumariidae. 

## Liste des espèces
Selon World Register of Marine Species (19 mars 2015) :
- Psolidocnus amokurae (Mortensen, 1925)
- Psolidocnus farquhari Mortensen, 1925
- Psolidocnus sacculus Pawson, 1983